# Привільне (Правдинський район)
Привільне (Правдинський район) (рос. Привільне) — селище Правдинського району, Калінінградської області Росії. Входить до складу Домновського сільського поселення.
Населення —  60 осіб (2015 рік). 

## Населення
| 2002 | 2010 |
| ---- | ---- |
| 65   | ↘60  |